# Stormast
En Stormast er i skibsterminologien betegnelsen for den midterste og største mast på et skib. På et enkeltmastet skib er stormasten den eneste mast.
| Vandsport/vandtransport | Spire Denne vandsports- eller vandtransportsartikel er en spire som bør udbygges. Du er velkommen til at hjælpe Wikipedia ved at udvide den. |